# Ōkubo Fukuko
Ōkubo Fukuko (japanisch 大久保 婦久子, eigentlich Ōkubo Fuku (大久保 ふく); * 19. Januar 1919 in Shimoda, Präfektur Kanagawa; † 4. November 2000) war eine japanische Kunsthandwerkerin, die mit Leder arbeitete.

## Leben und Wirken
Ōkubo Fukuko machte 1934 ihren Studienabschluss an der „Kunsthochschule für Frauen“ (女子美術専門学校) für das Lehramt in „westlicher Malerei“. Zunächst arbeitete sie als Malerin. Nach Ende des Pazifikkriegs 1952 konnte sie das erste Mal auf der „Nitten“ ausstellen. Dann wandte sie sich dem Kunstgewerbe mit Leder als Material zu. 1958 ging sie mit dem Einverständnis ihres Mannes (大久保 作次郎; 1890–1973), einem Maler im westlichen Stil, alleine nach Nordeuropa, um dort die Lederverzierung zu lernen. Mit der Prägung von Reliefs schuf sie ihren eigenen Stil. 1981 erhielt sie für das Werk „Neu“ (新, Sara) den Preis des Kultusministers, im Jahr darauf für „Göttersage“ (神話, Shinwa) den Förderpreis (恩賜賞, Onshi-shō) der Akademie der Künste. Weitere Werke sind „Kreation“ (創生, Sōsei) und „Spur“ (軌, Ki).
1985 wurde Ōkubo als erste Vertreterin des Kunstgewerbes Mitglied der Akademie der Künste. 1988 wurde sie Vorstandsvorsitzende der Nitten, dann auch stellvertretende Vorsitzende der „Vereinigung der Kunstgewerbler und Künstler der Gegenwart“ (現代工芸美術家協会, Gendai kōgei-gijutsu kyōkai), Vertreterin der Lederkunstgruppe „D’ Oro“ (ド・オーロ), von der „Mongolian State University of Culture and Art“ wurde sie als Ehrenprofessorin ausgezeichnet. Ihre Heimatstadt Shimoda ernannte sie zur Ehrenbürgerin.
1995 wurde Ōkubo als Person mit besonderen kulturellen Verdiensten geehrt und im Jahr 2000 mit dem Kulturorden ausgezeichnet.